# Poço Verde (kommun)
Poço Verde är en kommun i Brasilien.   Den ligger i delstaten Sergipe, i den östra delen av landet, 1 200 km nordost om huvudstaden Brasília. Antalet invånare är 21 968.
Följande samhällen finns i Poço Verde:
- Poço Verde

Trakten runt Poço Verde består i huvudsak av gräsmarker. Runt Poço Verde är det ganska glesbefolkat, med 47 invånare per kvadratkilometer.